# سخت‌دندان
سخت‌دندان (نام علمی: Obdurodon) نام یک سرده از خانوادۀ نوک‌اردکیان است.